# Alte Synagoge (Eppingen)

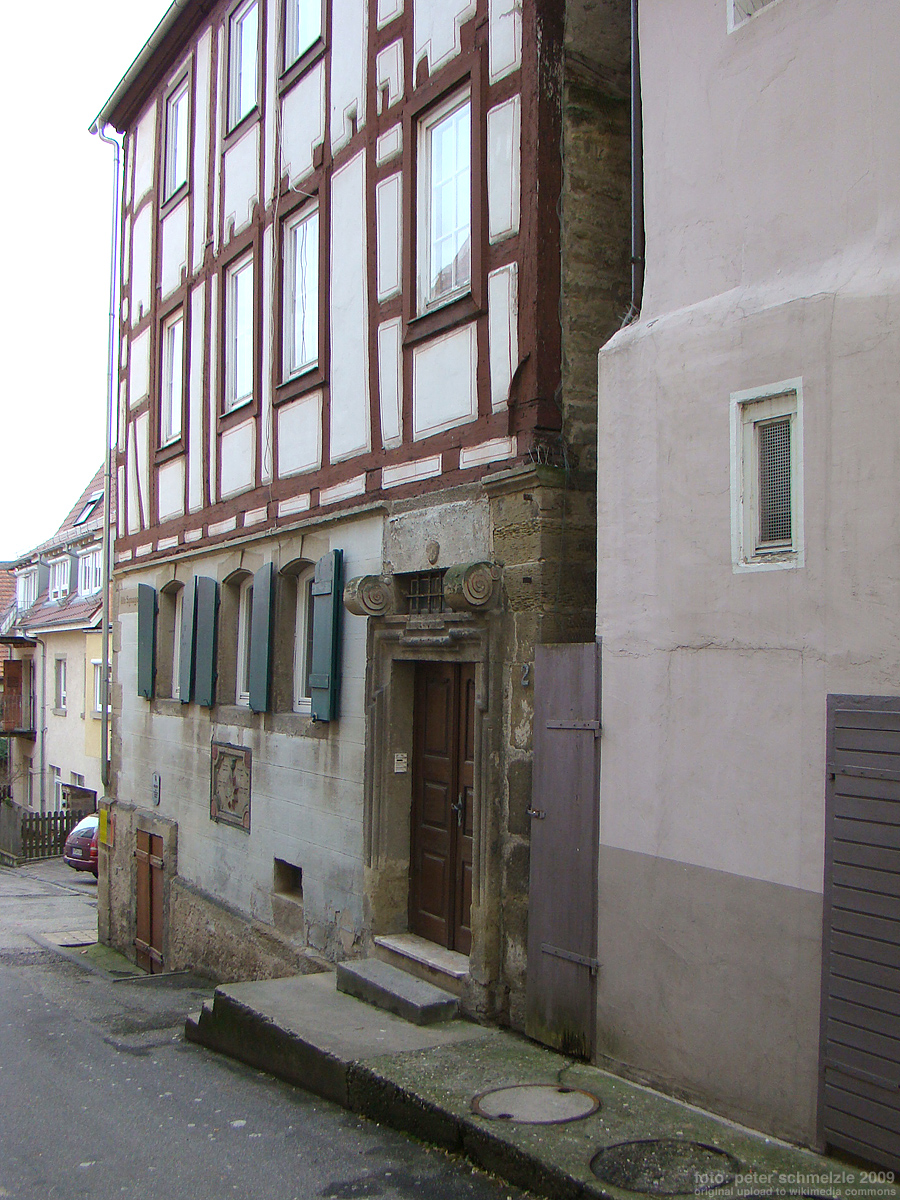
Alte Synagoge in Eppingen

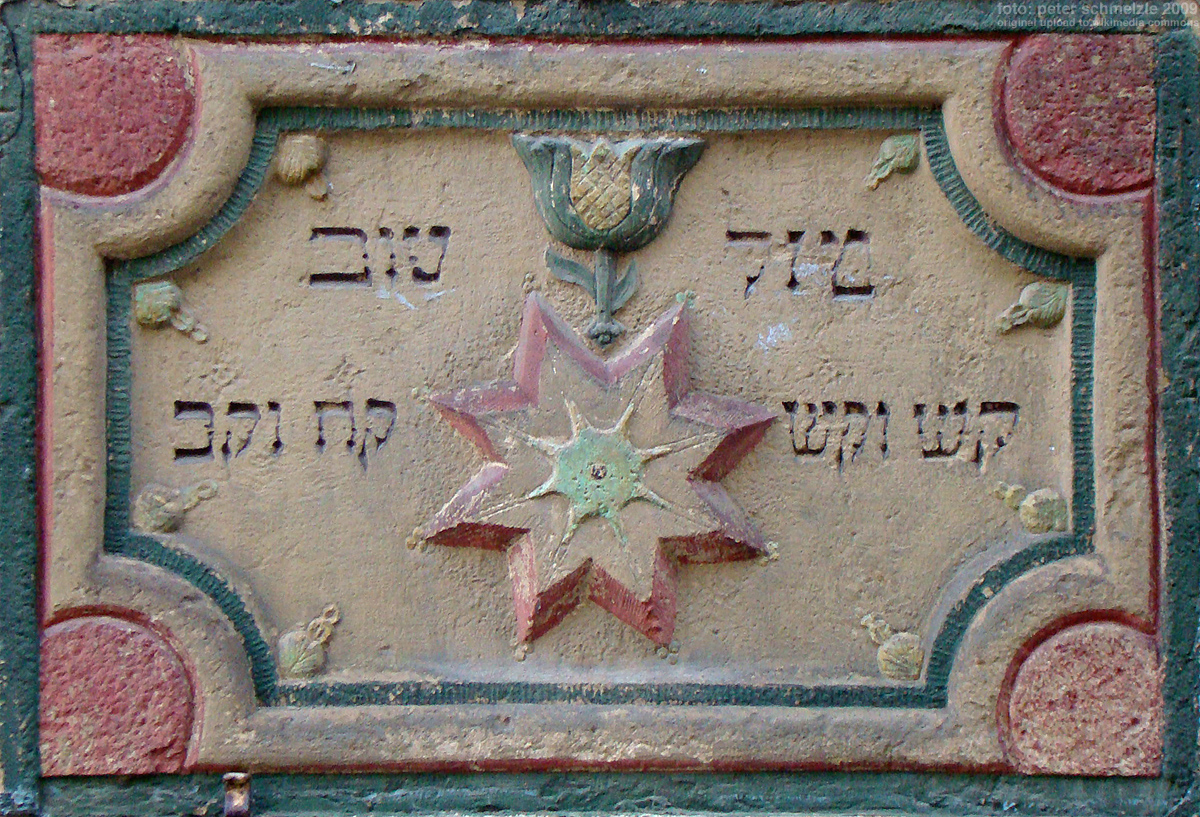
Hochzeitsstein

Die Alte Synagoge in der Küfergasse 2 in Eppingen im Landkreis Heilbronn im nördlichen Baden-Württemberg ist ein ehemaliges Synagogenbauwerk mit rituellem Bad der Jüdischen Gemeinde Eppingen. Das Gebäude wurde 1772 errichtet und bis 1873 als Synagoge genutzt. Es kam später in nichtjüdischen Privatbesitz und hat die Verwüstung jüdischer Einrichtungen zur Zeit des Nationalsozialismus unbeschädigt überstanden. Das rituelle Bad im Keller ist als Erinnerungsstätte eingerichtet.

## Geschichte
Nachdem sich Schule bzw. Betraum der Eppinger Juden zuvor in der Alten Universität oder im Judenschule, Metzgergasse 1 befunden hatte, wurde 1772 von der damals etwa 45 Personen zählenden Gemeinde ein Neubau in der Küfergasse 2 erstellt. An jener Stelle könnte sich bereits früher eine Mikwe (rituelles Bad) der jüdischen Gemeinde aus dem 16. Jahrhundert befunden haben. Der 1772 erfolgte Neubau behielt das Bad im Keller bei, der bis zum Grundwasserniveau in einer Tiefe von etwa 4 Metern ausgeschachtet ist und von einem bis zum Dach durchgehenden Lichtschacht erhellt wurde. An der Fassade der Synagoge befindet sich ein historischer Hochzeitsstein mit einer Größe von 110 × 74 Zentimetern und der hebräischen Inschrift: Stimme der Freude und Stimme des Jubels, die Stimme der Braut und die Stimme des Bräutigams (Jeremia 7,34). 
Die Synagoge wurde rund 100 Jahre lang zu Gottesdiensten genutzt, bis die Gemeinde eine neue, größere und repräsentative Synagoge an der Kaiserstraße errichtete, die 1873 eingeweiht wurde. Die Alte Synagoge kam 1885 in den Besitz der jüdischen Familie Ettlinger, die das Gebäude zum Wohnhaus umbaute. 1895 erwarb der Schuhmacher Baumann das Anwesen und ließ eine Werkstatt in dem Gebäude einbauen. Gegen Ende des 19. Jahrhunderts hat man auch den Badeschacht der Mikwe verfüllt, um den Raum als Kellerraum nutzen zu können.
Den judenfeindlichen Ausschreitungen zur Zeit des Nationalsozialismus entging das Gebäude, weil das Bad im Keller bereits zugeschüttet war und der damalige Besitzer Renz den großen Hochzeitsstein in der Fassade mit einem Fensterladen abgedeckt hatte. Der Keller wurde in den 1980er Jahren wieder freigelegt und zur Erinnerungsstätte eingerichtet. Außer dem historischen Hochzeitsstein befinden sich auch neuere Gedenktafeln an der Fassade des Gebäudes.